# شق شرجي
شق شرجي (بالإنجليزية: Anal fissure)‏ هو شق أو جرح تلقائي يحدث في جلد القناة الشرجية وقد يلاحظ هذا الشق بوجود دم أحمر فاتح من فتحة الشرج على ورق التواليت، وأحياناً في المرحاض. إذا كان الشرخ حاد يكون مصحوباً بألم شديد دوري مع التبرز، لكن أن كان مزمناً فإن حدة الألم غالبًا ما تكون أقل. شقوق الشرج عادة ما تمتد من فتحة الشرج، وعادة ما تقع في المنتصف، ربما بسبب أن جدار الشرج في هذا المكان يكون نسبيًا غير مدعوم. عمق الشرخ: قد يكون الشرخ سطحيًا وقد يكون أسفل العضلة العاصرة. غالبًا ما يحدث هذا في الرجال إلا أنه أحياناً يحدث عند النساء في بعض الحالات النادرة.

## الأسباب
أكثر أسباب الشرخ الشرجي ترجع لشد الغشاء المخاطى المبطن للقناة الشرجية أكثر من طاقته. على سبيل المثال، تحدث الشروخ الشرجية كثيراً في النساء بعد الولادة، وبعد حركات الأمعاء الصعبة، الجنس الشرجى، وعند الرضع بعد الإمساك.
الشروخ السطحية أو الضحلة تبدو مثل قطع في ورقة، وقد يكون من الصعب اكتشافه بالفحص البصري، عادة ما يلتئم تلقائيا في غضون أسبوعين. غير أن بعض هذه الشروخ يتحول إلى شروخ مزمنة وعميقة وهذه لا تلتئم. السبب الأكثر شيوعا لعدم الشفاء هو تشنج العضلة العاصرة الشرجية الداخلية مما يؤدي إلى إعاقة إمدادات الدم إلى الغشاء المخاطي للشرج. والنتيجة هي قرحة لا تلتئم، والتي قد تتلوث بعد ذلك بالبكتيريا الموجودة في البراز.
يجب التأكيد على أن الشرخ الشرجي قد يختلط مع بعض السرطانات النادرة مثل سرطان الشرج. لذلك من الحكمة زيارة طبيب العائلة أو جراح عام إذا أصبت بنزف مستقيمي. عدد قليل من اطباء الممارسة العامة أو أطباء النساء يشخصون سرطان الشرج نظرا لندرته.

## الأعراض
- الألم: وهو أهم عرض وأكثرها إزعاجاً. ويظهر الألم عند التبرز وقد يستمر حوال 5-14 ساعات بعده أحيانًا.
- النزف: يظهر دم أحمر قاني على البراز، ولكن يمكن أن يكون الشق بدون نزف.
- التورم.
- حكة شرجية.
- مشاكل بولية: يمكن أن تتطور بعض الحالات إلى مشاكل في مرور البول، زيادة عدد مرات التبول «إلحاح بولي».

## الوقاية
للكبار، ما يلي قد يساعد على منع الشرخ الشرج:
- تجنب الحزق عند التبرز. ويشمل ذلك علاج ومنع الإمساك من خلال تناول الأغذية الغنية بالالياف الغذائية، شرب ما يكفي من المياه، وأحيانا استخدام الملينات وتجنب بعض مسببات الإمساك مثل الكافيين. وبالمثل، فإن علاج الإسهال جيدا قد يقلل من تشنج الشرج.
- العناية بنظافة الشرج بعد التبرز، بما في ذلك استخدام ورق تواليت ناعم و/ أو التنظيف بالمياه.
- استخدام المراهم الملينة (مثل مراهم البواسير) في الحالات التي كانت تعانى من أو المشتبه في وجود شروخ لديها قد يكون مفيدًا.
- في الرضع تغيير الحفاضات باستمرار قد يمنع حدوث هذه الشروخ. ولأن الإمساك قد يكون سببا، فان التأكد من أن الرضيع يشرب ما يكفي من المياه (مثل العصائر المخففة) قد يساعد على تفادي الشروخ. عند الرضع متى حدث الشرخ الشرجى، معالجة الأسباب الكامنة عادة ما يكون كافيا لضمان حدوث الشفاء.
- تجنب ممارسة الجنس الشرجي.
- تجنب العصر وشد عضله الصرم خلال جميع فترات اليوم.
- تجنب الألحاح خلال ممارسة الجنس.

## العلاج
العلاج غير الجراحي هو العلاج المرجح في البداية لكل من الشرخ الحاد والشرخ المزمن. طرق العلاج المتعارف عليها تشمل حمامات الماء الدافئة، المخدرات الموضعية، الطعام الغنى بالألياف، وملينات البراز.
قد تكون هناك حاجة أيضا للعلاج لوقف استمرار حكة الشرج. هذا الحكة المستمرة (خاصة خلال أوقات النوم) قد تؤدى إلى فتح الجرح مجدداً مما قد يؤخر الشفاء. ارتداء القفازات القطنية قد يحد من الأضرار التي يمكن أن تسببها هذه الحكة.
العلاج الجراحي تحت التخدير الكلي، إما بشد الشرج (عملية لورد) أو الشق الجانبي للعضلة العاصرة الداخلية حيث يتم شق العضلة العاصرة الداخلية في الشرج. تهدف كلتا العمليتان إلى تقليل توتر العضلة العاصرة وبالتالي استعادة الامداد الدموى للغشاء المخاطي المبطن للشرج. العمليات الجراحية يستخدم فيها التخدير الكلى، ويمكن أن تكون مؤلمة بعد الجراحة. وقد يكون شد الشرج مصحوباً في نسبة ضئيلة من الحالات بحالة من عدم التحكم في الشرج، لذلك فان عملية شق العضلة العاصرة هي أفضل اختيار.
حدثت تطورات طبية وجراحية منذ عام 1993 حيث قال الباحثون أنه يمكن حقن ذيفان البوتولونيوم في العضلة العاصرة للعمل على استرخائها محفزين بذلك شفاء الشرخ.
بدءا من عام 1995، بدأ الأطباء في وصف العقاقير المختلفة التي تحد من توتر العضلة العاصرة الداخلية ومنذ ذلك الحين انخفض معدل إجراء عمليات الشرخ بنسبة الثلثين.

### شق العضلة العاصرة كيميائياً
نادراً ما تُشفى الشروخ المزمنة بسبب ضعف إمدادات الدم الناجمة عن الإفراط في تشنج العضلة العاصرة. استخدام الأدوية الموضعية التي تعمل على استرخاء العضلة العاصرة وبالتالى السماح بحدوث الشفاء، طبق لأول مرة في عام 1994 باستخدام مرهم النيتروجلسرين.
ثم في عام 1999 استخدمت العقاقير التي تغلق قنوات الكالسيوم مثل مرهم النيفيديبين.
و في العام الذي يليه استخدم الدلتيازيم الموضعى.
الآن العديد من العقاقير المختلفة من مرهم النيتروجلسرين الموضعى متوفرة تجاريا (الريكتوجيسيك 0.2 ٪ في أستراليا و 0.4 ٪ في المملكة المتحدة)، النيفيديبين الموضعى 0.3% مع مرهم الليدوكايين 1.5 ٪ (أنترولين في إيطاليا منذ أبريل 2004)، والدلتيازيم 2 % (انوهيل في المملكة المتحدة، على الرغم من أنه ما زال في المرحلة الثالثة من البحث). من الاعراض الجانبية الشهيرة لمرهم النيتروجلسرين هو الصداع نظرا للامتصاص العام للعقار في الدم وهو ما يحد من تقبل المرضى له.
هناك علاج يجمع بين الجراحة والعقاقير وصفه جراحى القولون والمستقيم وهو الحقن المباشر ذيفان البوتولونيوم في العضلة العاصرة الشرجية لاسترخائها. ولقد تم أختبار هذا العلاج لأول مرة في عام 1993.
الجمع بين طرق العلاج الدوائية المختلفة قد يحقق 98 ٪ من معدلات الشفاء،

### العمليات الجراحية
التدخل الجراحي قد يكون لازما لعلاج الشروخ العميقة المزمنة التي لا تستجيب للعلاج الدوائى. على الرغم من ارتفاع نسبة النجاح (~ 95 ٪)، إلا أنها لا تستخدم إلا بعد فشل العلاج الدوائى نظرا للمضاعفات المحتملة. وتشمل مخاطر عامة ناتجة من التخدير، وحدوث العدوى والتسرب الشرجى (عدم التحكم في البراز). وتشمل العمليات الجراحية:

#### الشق الجانبى للعضلة العاصرة الداخلية
هذه العملية هي الجراحة المفضلة لعلاج شرخ الشرج نظرا لبساطتها، وارتفاع نسب النجاح (~ 95 ٪). وقي هذه العملية يتم شق العضلة العاصرة الشرجية الداخلية شقا جزئيا للحد من تشنج العضلة مما يؤدى إلى تحسين الامداد الدموى للمنطقة المحيطة بالشرج. هذا التحسن في الامداد الدموى يساعد على التئام الشرخ، واضعاف العضلة العاصرة يعتقد أيضا ان يحد من احتمالات الرجوع مرة أخرى.
لكن لهذه العملية عدد من الاثار الجانبية المحتملة مثل مشكلة التئام مكان الشق وعدم التحكم في البراز والغازات (بعض الإحصائيات التي اجريت على نتائج الجراحات قالت ان احتمال حدوث عدم التحكم هذا قد يصل إلى 36 ٪).

#### التوسيع الشرجى
التوسيع الشرجى أو مط قناة الشرج، (عملية لورد) لم تعد تقابل باستحسان في السنوات الأخيرة، يرجع ذلك أساسا إلى ارتفاع معدل حدوث عدم التحكم في البراز بنسب غير مقبولة. وبالإضافة إلى ذلك، أن شد الشرج يزيد من معدل حدوث عدم التحكم في الغازات الباطنية.
في أوائل 1990 قام كلا من نورمان سون ومايكل أ وينستين أعضاء رابطة الجراحين في واشنطن باختراع طريقة محكمة لتوسيع الشرج والتي اثبتت أنها فعالة وذات اثار جانبية قليلة. بعد ذلك أجريت دراسة واحدة محكمة وعشوائية أوضحت أن هناك اختلاف طفيف في معدلات الشفاء والمضاعفات بين عملية التوسيع الشرجى المحكومة وعملية الشق الجانبى للعضلة العاصرة للشرج، بينما أظهرت دراسة أخرى أرتفاع معدلات الشفاء إلى جانب انخفاض معدل حدوث الآثار جانبية مع عملية توسيع الشرج.

### العلاج بالبلازما الغنية بالصفائح
في حين أن كلا من شق العضلة العاصرة جراحيا أو كيميائيا يهدف إلى السماح بحدوث معدلات الشفاء الطبيعية، فان العلاج باستخدام البلازما الغنية بالصفائح يهدف إلى زيادة سرعة عملية الشفاء نفسها. ويتم ذلك من خلال عينة دم من المريض ثم يتم تركيز الصفائح الدموية وإعادة حقنها في مكان الشرخ.

## روابط إضافية
- علاج الشق الشرجي
- صور ومعلومات على شرخ الشرج وامراض القولون والشرج الأخرى -- www.learncolorectalsurgery.com

علاج شرخ الشرج خوارزمية—لوند جى ان، نيستروم بى أو، كوريمانس جى، هيرولد أ، كارتشونس أي، سبيرو ام، سشواتين دبليو ار، سيباستيان ام، قائم على الأدلة خوارزمية لعلاج شرخ الشرج.تكنولوجيا التناسل والشرج أكتوبر 2006 ؛ 10 (3):177 - 80.
- "Glossary of Hemorrhoid and Anal Fissure Terms". مؤرشف من الأصل في 2010-04-06. اطلع عليه بتاريخ 2008-03-28.
- "Anal Fissure Self Help Page". مؤرشف من الأصل في 2019-05-31. اطلع عليه بتاريخ 2007-03-17.
- "Anal Fissure". Hemorrhoids In Plain English. مؤرشف من الأصل في 2016-03-04. اطلع عليه بتاريخ December 15 2005. {{استشهاد ويب}}: تحقق من التاريخ في: |تاريخ الوصول= (مساعدة)
- "Anal Fissure". McKinley Health Center. مؤرشف من الأصل في 2010-06-15. اطلع عليه بتاريخ December 15 2005. {{استشهاد ويب}}: تحقق من التاريخ في: |تاريخ الوصول= (مساعدة)
- "MedicineNet". Anal Fissure. مؤرشف من الأصل في 2019-07-08. اطلع عليه بتاريخ December 15 2005. {{استشهاد ويب}}: تحقق من التاريخ في: |تاريخ الوصول= (مساعدة)
- "What are Anal Fissures?". Cellegy Pharmaceuticals. مؤرشف من الأصل في 2006-10-17. اطلع عليه بتاريخ December 15 2005. {{استشهاد ويب}}: تحقق من التاريخ في: |تاريخ الوصول= (مساعدة)